# 빅 타임 러시 (밴드)
빅 타임 러시(영어: Big Time Rush, 약칭 BTR)는 미국의 보이 밴드이다. 2009년부터 2013년까지 미국 니켈로디언에서 방영한 텔레비전 시리즈 《빅 타임 러쉬》로 결성되었다.

## 음반
스튜디오 음반
- BTR (2010)
- Elevate (2011)
- 24/Seven (2013)

EP
- Holiday Bundle EP (2010)
- Big Time Movie Soundtrack EP (2012)

## 콘서트 투어
- Big Time Rush in Concert (2011)
- Better with U Tour (2012)
- Big Time Summer Tour (2012)
- Summer Break Tour (2013)
- Live World Tour (2014)